# Трусы
Трусы́ (фр. culotte troussée — закатанные, засученные и «короткие штаны») — разновидность мужского и женского нательного белья. Традиционные трусы закрывают нижнюю часть торса и верхнюю часть ног и бёдер.

## История
Вещь изготавливается из хлопка. Часто с добавлением эластана для лучшей посадки, либо с добавлением полиамида. В настоящее время существует большое число моделей как для мужчин, так и для женщин:
- Мужские модели — боксеры (семейные), брифы, слипы, стринги, трусы-шорты (боксеры-брифы, транки), хипстеры;
- Женские модели — классические трусы, панталоны, слип, стринги (танга), тонг, шорты.

Все модели трусов (за исключением боксеров) плотно прилегают к телу. У мужчин плотно прилегающие трусы поддерживают половые органы. Трусы предохраняют одежду от выделений организма, а также обеспечивают комфорт. Классические модели мужских трусов, как правило, имеют гульфик, застёгивающийся с помощью пуговиц либо представляющий собой две прорези в двух передних слоях по бокам, предназначенный для удобства посещения туалета. Как правило, модель с прорезями — это брифы, а с пуговицами — боксеры или транки.
До появления трусов мужчины носили кальсоны и полукальсоны, а также цельные трикотажные комплекты из нижней рубашки и кальсон (нательные комбинезоны). Женщины же традиционно носили панталоны. При этом во многих странах Азии длинные штаны, носившиеся под юбкой или платьем, были обязательной частью женского гардероба. Слово «подштанники» во второй половине XIX века было вытеснено из русского языка французским «кальсоны» (фр. caleçon — «трусы, кальсоны»). Первые трусы начали производить только на рубеже 1920—1930-х годов.

## Галерея

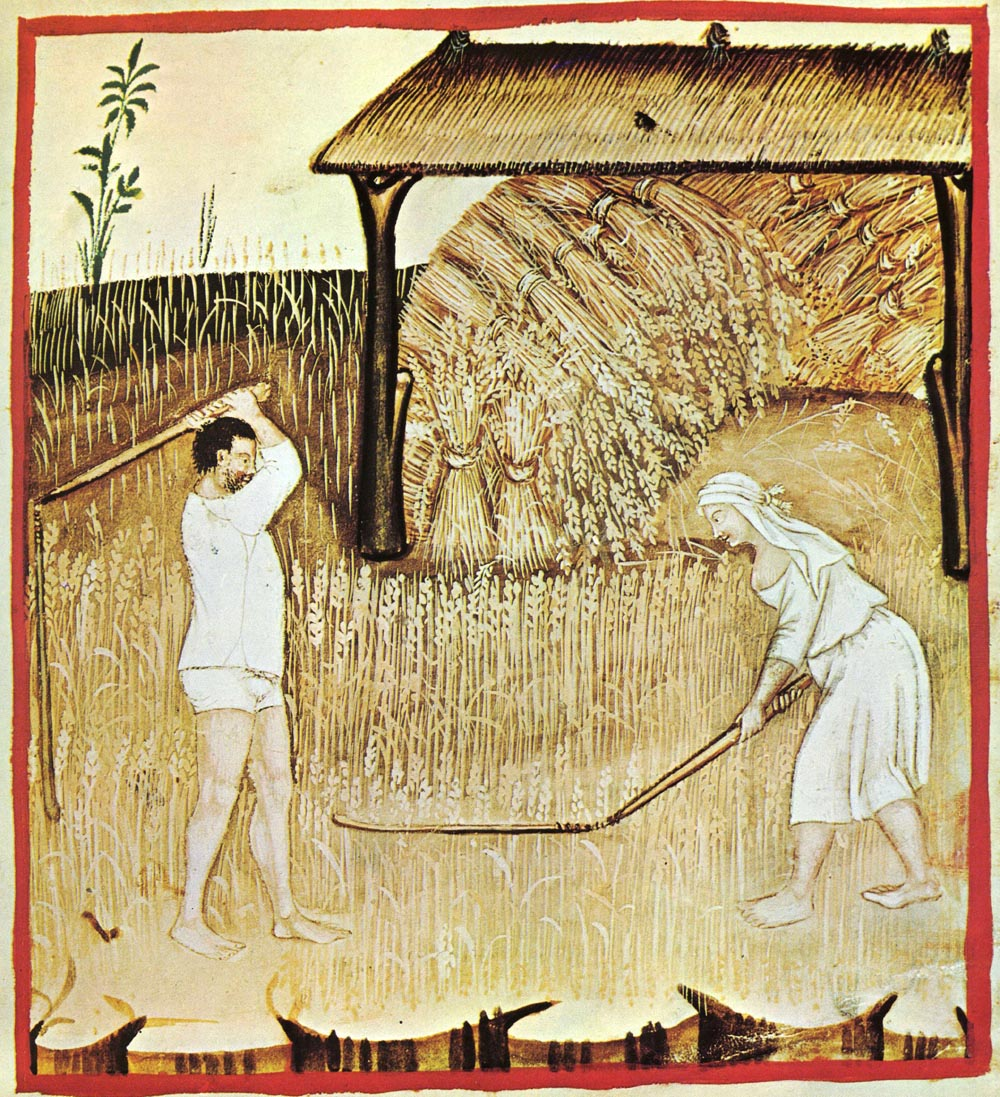
«Tacuinum sanitatis» XIV век
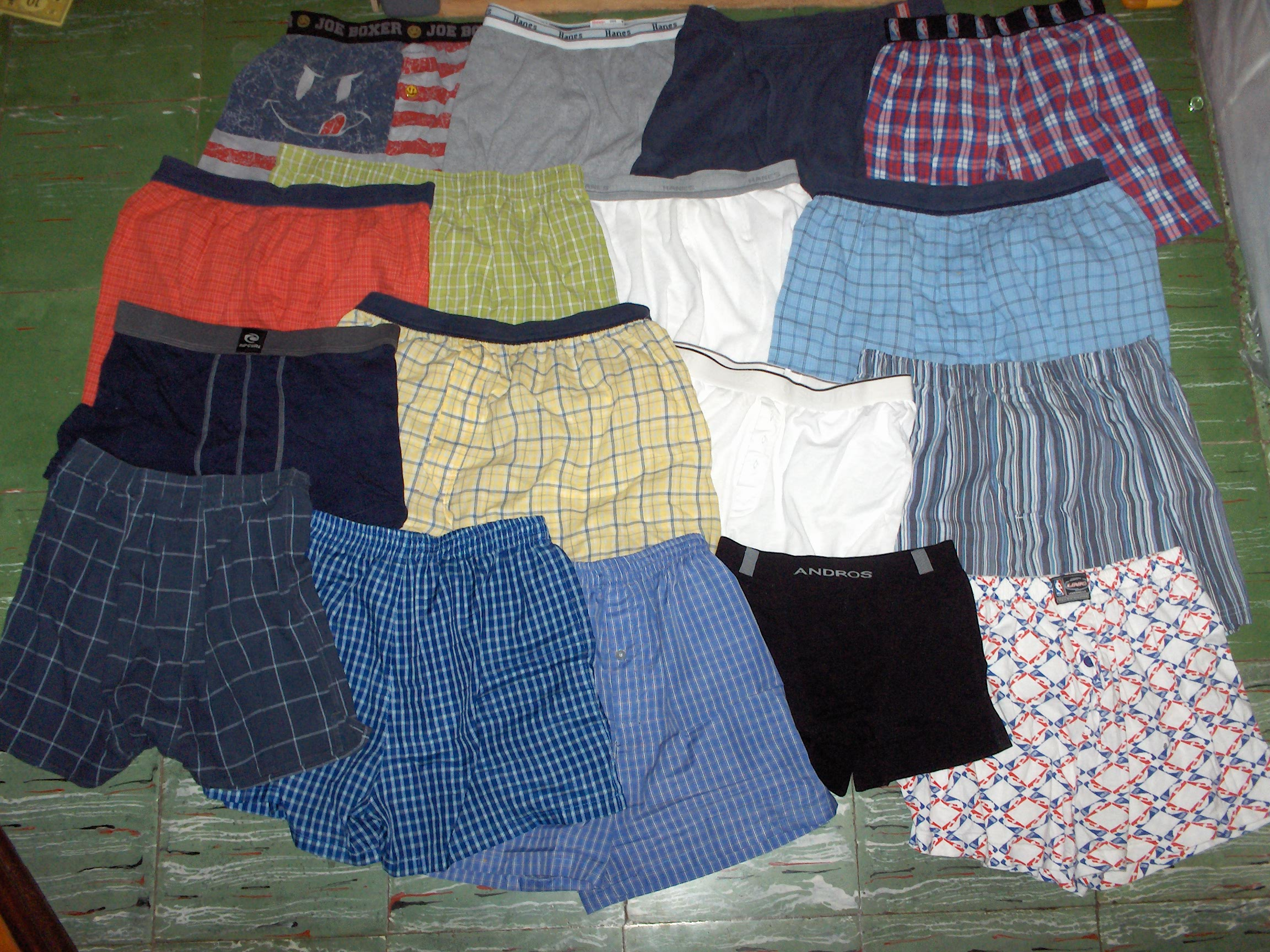
Современные мужские трусы боксеры
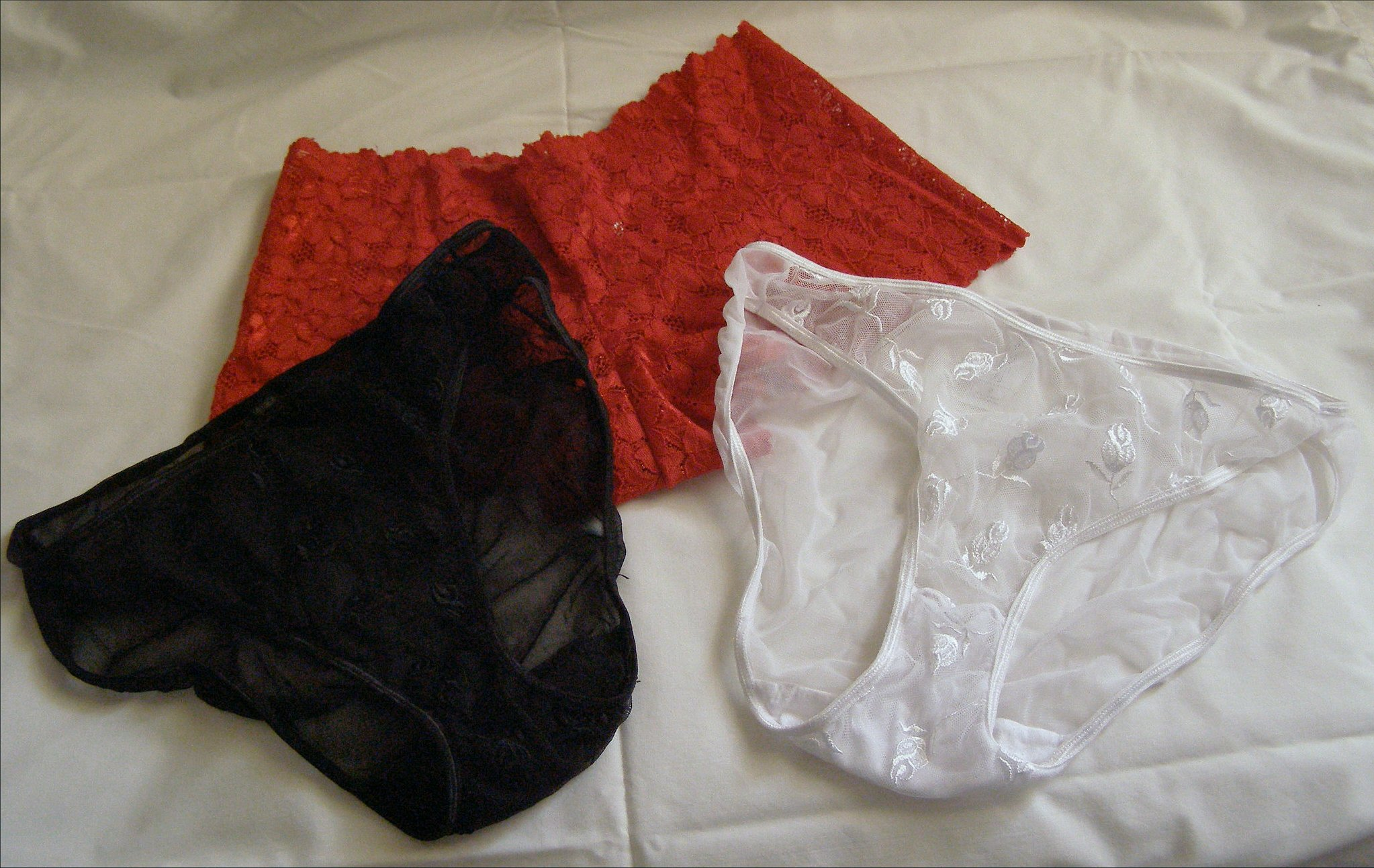
Современные женские трусы